# Kvarnberget (naturreservat, Torsby kommun)
Kvarnberget är ett naturreservat i Torsby kommun i Värmlands län.
Området är naturskyddat sedan 2011 och är 23 hektar stort. Reservatet omfattar en östsluttning av Kvarnberget ner mot en större våtmark som även till ingår i reservatet. Reservatet består av gammal grannaturskog. 